# Grange aux dîmes de Rosheim
La grange aux Dîmes est un monument historique situé à Rosheim, dans le département français du Bas-Rhin.

## Localisation
Ces bâtiments sont situés rue de la Dîme à Rosheim.

## Historique
L'édifice fait l'objet d'une inscription au titre des monuments historiques depuis 2014.

## Architecture
La grange qui n'a pas subi de fortes transformations se présente comme un bâtiment de plan trapézoïdal construit en moellons de grès et de calcaire. Comme l'indique le millésime sur le support en pierre du pilier central, son toit à longs pans en tuiles plates date de 1564. Le rez-de-chaussée éclairé par des baies et deux niveaux de combles éclairés par des lucarnes occupent l'espace intérieur.